# 吉可久
吉可久（1542年—？），字以德，號恒山，山西平陽府曲沃縣人，軍籍，明朝政治人物。同進士出身。

## 生平
隆庆元年（1567年）丁卯科山西鄉試第十一名舉人。隆慶五年（1571年）中式辛未科會試第二百十八名，三甲第一百六十五名進士。吏部觀政，授镇江府推官，萬曆二年（1574年）调任叙州府，五年升景東府通判，八年致仕。

## 家族
曾祖吉鏜，監生；祖父吉滋；父吉信，母仇氏。慈侍下。弟可大、可继。